# Beda Seth
Beda Georgina Seth, född 28 februari 1874 i Göteborg, död 30 december 1965 i Göteborg, var en svensk målare. 
Hon var dotter till direktören Sven Ludvig Dahlquist och Elisabeth Hellström och från 1901 gift med civilingenjören Johan Gustaf Emil Seth. Hon studerade vid Tekniska skolan i Stockholm samt privata studier för Anna Gardell, Johan Ericson och Jöran Salmson samt under studieresor till Paris och Dresden. Separat ställde hon ut på Medéns bokhandel i Göteborg samt i Borås och Braås. Hennes konst består av skärgårdslandskap och blomstermotiv utförda i akvarell eller olja.  